# Sexismus

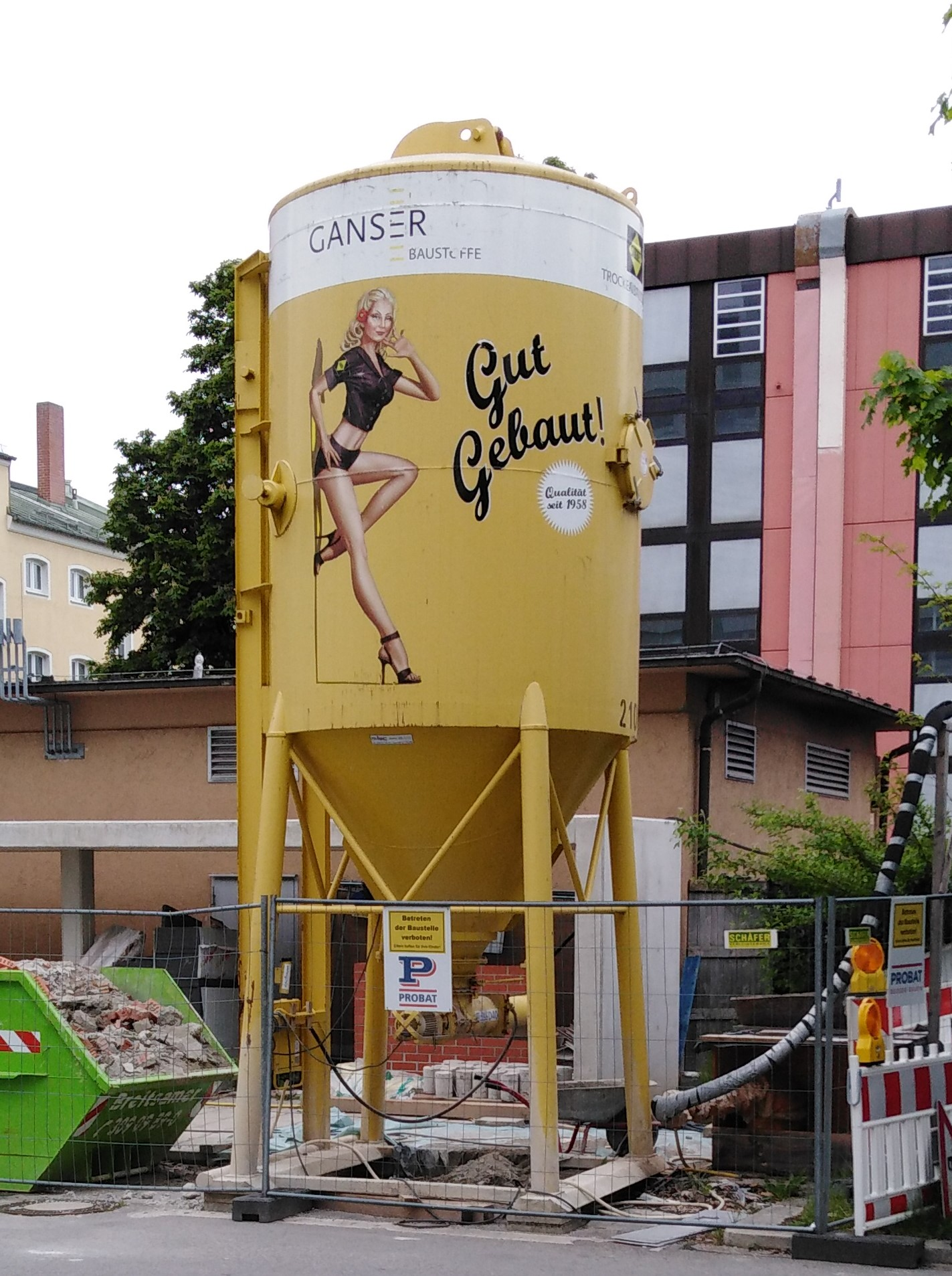
Baustoffsilo mit sexistischer Werbegrafik

Sexismus (von lateinisch sexus „Geschlecht“) ist ein Oberbegriff für eine breite Palette von Einzelphänomenen unbewusster oder bewusster Diskriminierung auf der Basis des Geschlechts. Dazu zählt unter bestimmten Bedingungen auch sexuelle Belästigung. Grundlage von Sexismus sind sozial geteilte, implizite Geschlechtertheorien bzw. Geschlechtsvorurteile, die von einem ungleichen sozialen Status von Frauen und Männern ausgehen und sich in Geschlechterstereotypen, Affekten und Verhaltensweisen zeigen. Eine wichtige Rolle spielt die noch heute allgegenwärtige Ideologie des Androzentrismus, in der der Mann als Norm und die Frau als Abweichung von dieser Norm betrachtet wird.
- Als traditioneller oder offener Sexismus wird die offene, auf das Geschlecht (lat. sexus) bezogene Diskriminierung bezeichnet.

- Als moderner Sexismus wird die Leugnung von Diskriminierung bezeichnet sowie die Ablehnung von Maßnahmen, die darauf abzielen, soziale Ungleichheiten zwischen den Geschlechtern abzubauen. Diese Form des Sexismus zeigt sich nicht offen und direkt, sondern indirekt.[3]

- Als Neosexismus wird der Konflikt zwischen egalitären Werten und negativen Emotionen gegenüber Frauen (Misogynie) bezeichnet.[3]

- Hostiler Sexismus bezeichnet den feindlichen Sexismus. Das Gegenteil dazu bildet der benevolente (wohlwollende) Sexismus.[3]

- Ambivalenter Sexismus bezeichnet das Zusammenspiel aus hostilem Sexismus und benevolentem Sexismus.

Sexismus ist in vielen westlichen Ländern Gegenstand von Gesetzgebung und Sozialforschung, insbesondere der Gender Studies und der Vorurteilsforschung.

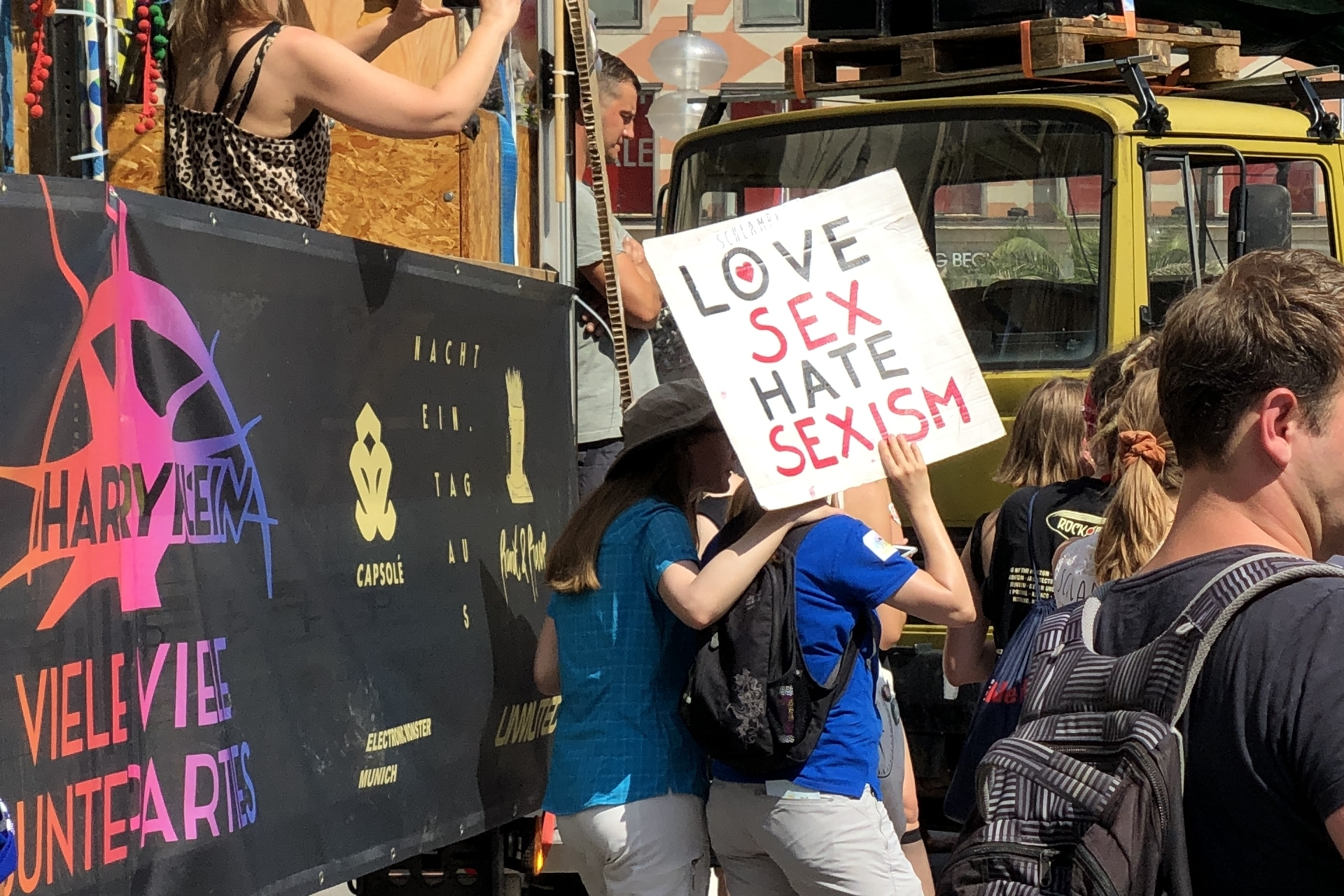
Demonstration gegen Sexismus: Slut Walk in München.

## Begriffsherkunft

### Parallelbildung zuracism
Das deutsche Wort Sexismus ist ein Anglizismus, der als Übersetzung des englischen Wortes sexism entstand.
Das englische Wort sexism ist ein Neologismus, der von Pauline M. Leet im Rahmen ihres Vortrags „Women and the Undergraduate“ am 18. November 1965 geprägt wurde. Sie war damals Professorin am Franklin & Marshall College in Lancaster, Pennsylvania:

„Wenn Sie behaupten (…) dass, da weniger Frauen gute Poesie schreiben, dies ihre vollständige Ausgrenzung rechtfertigt, nehmen Sie eine Position ein, die der des Rassisten entspricht – ich könnte Sie in diesem Fall als ‚Sexisten‘ bezeichnen (…). Sowohl der Rassist als auch der Sexist tun als wenn alles, was passiert ist, niemals passiert wäre und beide treffen Entscheidungen und ziehen Schlüsse über den Wert einer Person, indem sie sich auf Faktoren beziehen, die in beiden Fällen irrelevant sind.“

Die Wortneuschöpfung sexism ist eine Parallelbildung zum Begriff racism (Rassismus), der sich ebenfalls in dieser Zeit weltweit verbreitete, um der Diskriminierung ethnischer Gruppen entgegenzuwirken.
Schriftlich wurde der Begriff sexism erstmals 1968 von der amerikanischen Autorin Caroline Bird (1915–2011) verwendet. Er setzte sich in der US-amerikanischen Frauenbewegung der 1960er Jahre schnell durch. An sich ist er geschlechtsneutral, stand aber lange ausschließlich für die Abwertung von Frauen, und auch die Forschung konzentrierte bis auf Ausnahmen lange auf Sexismus gegenüber Frauen. Mittlerweile wird davon ausgegangen, dass Sexismus auch Männer sowie trans* und inter* Personen betrifft. Als zentrale Dimension des modernen Sexismus wird die bewusste oder unbewusste Nicht-Anerkennung (vgl. Abwehrmechanismus) fortgesetzter Diskriminierung von Frauen verstanden.
Der wesentlich ältere Begriff Misogynie bezieht sich dagegen ausschließlich auf die Abwertung von Frauen, Weiblichkeit bzw. Nicht-Männlichkeit innerhalb androzentrischer Machtverhältnisse. In der Forschung wird der Begriff Misogynie weiter verwendet, allerdings dominiert der Begriff Sexismus als Schlüsselbegriff geschlechtsbasierter Diskriminierung.

### Missverständlichkeit und Bedeutungsverengung im Deutschen
Wie bei etlichen Anglizismen führt die direkte Übernahme eines englischen Begriffs ins Deutsche zu einem Bedeutungswandel – in diesem Fall führt die Übernahme des englischen Wortes sexism als deutsches Wort Sexismus zu einer Bedeutungsverengung. Denn im Gegensatz zum Englischen bedeutet das Wort Sex in der deutschen Alltagssprache nicht ‚(biologisches) Geschlecht‘, sondern ‚Geschlechtsverkehr, sexuelle Betätigung, Sexualität‘. Die Nachsilbe -ismus steht für eine Geisteshaltung (Beispiele: Kapitalismus, Liberalismus, Sozialismus, Militarismus, Anarchismus, Dualismus). Die Wortbildung „Sex-ismus“ legt im Deutschen also das Missverständnis nahe, dass Sexismus für eine auf Geschlechtsverkehr fokussierte Geisteshaltung steht bzw. es ausschließlich um Diskriminierung auf der Basis von Sexualität (sexuelle Nötigung, sexualisierte Gewalt, sexueller Missbrauch) geht.
Das Nebeneinander des weiteren englischen Begriffs sexism und des verengten deutschen Begriffs Sexismus begünstigt Missverständnisse und erschwert im Deutschen die Aufklärung und Kommunikation über geschlechtsbezogene Diskriminierung. Die Bedeutungsverengung des deutschen Wortes Sexismus verdeckt insofern einen erheblichen Teil der geschlechtsbezogenen, nicht-sexuellen Diskriminierungsaspekte, die der englische Begriff benennt. Deutschsprachige Aufklärung über Sexismus muss insofern stets gegen die Bedeutungsverengung anarbeiten, die der deutsche Sexismusbegriff semantisch mit sich bringt.

## Definitionen
Beim Oberbegriff Sexismus geht es um den weiten Bereich der Phänomene von Diskriminierung. Ein besseres Verständnis bringt die Erforschung von Institutioneller Diskriminierung und Alltagsdiskriminierung (siehe bspw. rassistische Diskriminierung, institutioneller Rassismus, Alltagsrassismus), die seit den 1960er Jahren vor allem im englischen Sprachraum vorangetrieben wird. Auch bei Sexismus erweisen sich der Institutionelle bzw. Institutionalisierte Sexismus und der Alltagssexismus als wichtige Verständnisgrundlagen. Im deutschsprachigen Raum gab es bislang keine solche Forschungstradition, sondern eher ein Verschleiern der gesellschaftlichen und alltagspraktischen Prägung sexistischer Phänomene durch Individualisierung bzw. Personalisierung.

### Alltagssexismus, Institutioneller Sexismus, institutionalisierter Sexismus
Eine Abgrenzung der Begriffe Alltagssexismus, institutioneller Sexismus und institutionalisierter Sexismus gibt es bislang kaum. Wissenschaftliche Definitionen weisen auf die Prägung im gesellschaftlichen Alltag, in den Prozessen der sozialer Normierung bzw. Institutionalisierung sowie auf die Prägung der zugehörigen Institutionen hin. Unterschiedliche Begrifflichkeiten rühren weniger von inhaltlichen Unterschieden her als vielmehr von unterschiedlichen wissenschaftlichen Begriffsinstrumentarien und Fachdisziplinen. Alltagssexismus bezeichnet „sexistische Einstellungen, die von der großen Mehrheit von uns geteilt werden, weil wir in einer Gesellschaft leben, in der Stereotype und Diskriminierung die Norm sind“. „Die große Mehrheit von uns wird in gewissem Ausmaß ungewollte Einstellungen mit Vorurteilen und diskriminierendes Verhalten entwickeln, einfach dadurch, dass man in einer Gesellschaft lebt, in der stereotype Informationen im Übermaß vorhanden sind und diskriminierendes Verhalten die Regel ist“. Sexismus basiert auf geschlechtsbezogenen sozialen Normen, d. h. „Annahmen, die eine Gesellschaft besitzt über das, was korrekt, annehmbar und zulässig ist“. Sexistische Normen müssen nicht direkt gelehrt werden, sondern werden von Kindheit an solange übernommen und weitergeführt, bis sich andere Normen durchsetzen können. Wie bei anderen Diskriminierungsformen auch führt auch bei Sexismus die normative Konformität zur „Tendenz, sich der Gruppe anzupassen, um die Erwartungen der Gruppe zu erfüllen und Anerkennung zu erlangen“. Der Begriff institutionalisierter Sexismus macht deutlich, dass es auch zu einer Institutionalisierung von Vorurteilen kommt.
Im deutschsprachigen Raum war das Begriffskonzept des Alltagssexismus bis 2012 vor allem in der Wissenschaft und innerhalb des Feminismus diskutiert. Anfang 2013 begann eine kontroverse Diskussion zum Sexismus als Alltagsphänomen (siehe Hashtag #aufschrei). Seitdem findet es auch in der deutschen Alltags- und Wissenschaftssprache zunehmend Verbreitung. Ebenfalls gibt es den Weinstein-Skandal und den Hashtag #MeToo seit Oktober 2017.

### Oberbegriff Sexismus
Sexismus ist ein „Oberbegriff“ für eine „breite Palette von Einzelphänomenen“, „die einen ungleichen sozialen Status von Frauen und Männern zur Folge haben“ und in Gesellschaften institutionalisiert sind . Aufgrund der Institutionalisierung und des gesellschaftlichen Konformitätsdrucks können sie individuell nur schwer überwunden werden. Einzelphänomene von Sexismus werden in drei Kategorien zusammengefasst:
- kategoriegestützte Kognitionen bzw. geschlechtsbezogene Stereotype (Geschlechterstereotype)
- Affekte (Vorurteile)
- Verhaltensweisen (Diskriminierung)[23]

Diese Definition schließt Männer als mögliche Adressaten von Sexismus ein. Sexismus ist ein Bestandteil von „sozial geteilten impliziten Geschlechtertheorien“ (gender belief system), in denen „Alltagsannahmen über die Geschlechter und ihre wechselseitigen Beziehungen“ zusammengefasst sind.
Sexismus ist genau wie Rassismus „ein Essentialismus“, der „die jahrtausendealte Arbeit an der Vergesellschaftung des Biologischen und der Biologisierung des Gesellschaftlichen“ einer „biologischen Natur“ zurechnen will und daraus „unerbittlich alle Daseinsakte ableiten“ will.
Je nach wissenschaftlicher Disziplin stehen bei der Definition von Sexismus unterschiedliche Aspekte im Vordergrund.

#### Psychologie und Sozialpsychologie
In der Psychologie und Sozialpsychologie wird Sexismus häufig über vorurteilsbesetzte (negative) Einstellungen und diskriminierende Verhaltensweisen gegenüber Personen aufgrund ihres Geschlechts oder noch breiter als „stereotype Einschätzung, Bewertung, Benachteiligung oder Bevorzugung einer Person allein auf Grund ihrer Geschlechtszugehörigkeit“ definiert. Diese Definitionen umfassen Stereotypisierungen, Abwertungen (vgl. Dysphemismus) und Diskriminierungen, die Frauen und Männern theoretisch gleichermaßen betreffen können. Die amerikanischen Sozialpsychologen Peter Glick und Susan Fiske definieren Sexismus als Feindseligkeit gegenüber Frauen. Sexismus produziere die Aufrechterhaltung gesellschaftlicher Rollen, wobei diese insbesondere Frauen in eine untergeordnete Position und in eine Stellung mit weniger Macht dränge als Männer.

#### Soziologie
In der soziologischen Forschung wird der strukturelle Aspekt des Sexismus betont (siehe auch Strukturfunktionalismus, sozialer Status). Hier heißt es, Sexismus sei kulturell bedingt, institutionell verankert und individuell verinnerlicht. Es sei ein weitergetragenes Denken, Glauben, Meinen und ein Handeln als gesellschaftliche Praxis, welches Männer privilegiere und Frauen unterwerfe. Hierdurch werde das Tun von Frauen abgewertet und Frauen (und Männer) würden auf bestimmte Rollen festgeschrieben. Dieser Ansatz betont die Mechanismen eines diskriminierenden Gesellschaftssystems, hier des Patriarchats, und untersucht die Verschränkungen von Sexismus mit anderen kritischen Ausprägungen von Herrschaft bestimmter Gruppen wie dem Rassismus, dem Klassismus oder der Altersdiskriminierung (englisch: „ageism“), Handicapism oder Speziesismus.

#### Postfeminismus
Im den Feminismus radikalisierenden postfeministischen Diskurs wird als Sexismus betrachtet, von anderen zu erwarten oder zu verlangen, dass sie Geschlechternormen verkörpern. Verwandt mit diesem Ansatz sind die Diskussionen um die heterosexistische Diskriminierung von Schwulen, Lesben und Menschen, die nicht ins gängige Geschlechterkonzept passen.

## Begriffsabgrenzung

### Abgrenzung zu sexueller Belästigung
Sexismus ist ein „Oberbegriff“ für eine „breite Palette von Einzelphänomenen“, zu denen auch „sexuelle Belästigung“ zählt.
Sexuelle Belästigung bezeichnet immer konkretes, auf Sexualität bezogenes Verhalten, das unerwünscht ist und durch das sich eine Person unwohl und in ihrer Würde verletzt fühlt. Sexismus ist dagegen ein umfassenderer Begriff und schließt auch Überzeugungen und Einstellungen mit ein.

„Während Sexismus die soziale Konstruktion von Unterschieden zwischen Frauen und Männern bezeichnet und damit die ideologische Grundlage für Diskriminierung aufgrund des Geschlechts bildet, stellt sexuelle Belästigung als ein geschlechtsbezogenes, unangemessenes Verhalten eine mögliche Form resultierenden, sexistischen Verhaltens dar.“

Während gegen sexuelle Belästigung in einigen Bereichen (Arbeitsplatz, Schule) oder unter bestimmten Voraussetzungen juristisch vorgegangen werden kann, ist dies bei Sexismus in der Regel kaum möglich.
In der Alltagssprache „herrscht häufig Unklarheit darüber, worin sich die Begriffe ‚Sexismus‘ und ‚sexuelle Belästigung‘ unterscheiden, sodass sie oft unzutreffenderweise synonym verwendet werden“.

### Fehlende Abgrenzung zu anderen Begriffen
Eine wissenschaftliche Diskussion und systematische Versuche zur Abgrenzung der Begriffskonzepte Gynophobie, Misogynie, Misandrie, Frauenfeindlichkeit, Sexismus und Antifeminismus gibt es bislang kaum. Häufig wird nur einer der Begriffe verwendet; vereinzelt wird versucht, einzelne Begriffe inhaltlich oder graduell voneinander abzugrenzen; teilweise werden sie auch synonym verwendet.
Beispiel:

„Extreme Formen des Sexismus gegen Frauen werden Misogynie oder Frauenhass genannt. Misogynie oder ihre schwächere Form, Gynophobie (Angst vor Frauen oder Weiblichkeit), ist in der Regel ideologisch oder psychologisch begründet. Sie äußert sich in sexistischen Einstellungen und Praktiken und kann in politischen oder sozialen Strukturen institutionalisiert werden. Anders als der Antifeminismus, der oft synonym verwendet wird, sich jedoch auf Einstellungen zur Emanzipation von Frauen bezieht, impliziert Misogynie eine inhärente Minderwertigkeit von Frauen und stellt damit essentialistische Vorstellungen von Weiblichkeit dar.“

Die Leipziger Autoritarismus-Studie unterscheidet zwischen einem klassischen Sexismus, der auf traditionellen und zumeist heteronormativen Rollenzuschreibungen beruht, von einem männerbündisch und rechtsnational geprägten Antifeminismus, betont aber, dass sexistische und antifeministische Positionen oft nah beieinander lägen. Die Philosophin Kate Manne setzt sich für eine Unterscheidung zwischen Sexismus und Misogynie ein; aus ihrer Sicht kennzeichnet Sexismus eine Ideologie, die eine patriarchale soziale Ordnung rechtfertige und rationalisiere, während Misogynie das System sei, das die entsprechenden sozialen Normen durchsetze. Während Sexismus aufgrund der zumeist unwissenschaftlichen Unterstellung natürlicher Unterschiede zwischen Männern und Frauen unterscheide, unterteile die Misogynie in „gute“ und „schlechte“ Frauen. Sexistische Ideologie könne auf diese Weise misogyne Praktiken rechtfertigen.

## Ursachen und Wirkungen bzw. Ziele
Die Ursache von Sexismus liegt in verschiedenen Glaubensgrundsätzen und Haltungen gegenüber dem Geschlecht, das die Diskriminierung erfährt, sowohl durch das eigene Geschlecht als auch durch andere Geschlechter.
Die Ursachen von Sexismus liegen in unbewussten oder bewussten Ängsten vor der Infragestellung männlicher Geschlechtsidentitäten bzw. Unsicherheiten bezüglich männlicher Geschlechtsidentitäten sowie in Ängsten vor der Destabilisierung der darauf basierenden hierarchischen Geschlechterordnungen. Denn männliche Geschlechtsidentitäten sind nicht nur elementare Identitätsbestandteile in jeder Gesellschaft, sondern die Grundlage aller hierarchischen Geschlechterordnungen von übergeordnet konkurrierenden Männlichkeiten (hegemoniale Männlichkeit) und untergeordnet konkurrierenden Weiblichkeiten. Sexismus ist insofern ein Teil von Geschlechterordnungen, deren soziale Ordnungsstruktur wissenschaftlich mithilfe von unterschiedlichen Begriffskonzepten wie Geschlechtsrollen(stereotype), Gender, Doing Gender oder Geschlechtshabitus erforscht und beschrieben wird.
Um den Ängsten entgegenzuwirken, dient Sexismus als unbewusst oder bewusst eingesetztes Mittel zur Machtausübung, mit dessen Hilfe Machtgefälle bzw. Abhängigkeitsverhältnisse vergeschlechtlicht und aufrechterhalten werden. Die Wirkung von Sexismus ist es also, „Personen eines bestimmten Geschlechts zu unterwerfen“. Wird diese Wirkung bewusst angestrebt, ist die Machtausübung über Sexismus nicht nur Wirkung, sondern zugleich bewusst angestrebtes Ziel.
Während das Phänomen des Sexismus in Enzyklopädien, Lexika und Handbüchern erklärt wird, werden die Ursachen meist nicht dargestellt. Seit den 1970er Jahren wird die Ursache-Wirkungs-Beziehung zunehmend genau in der Fachliteratur beschrieben – auch zusammen mit anderen Phänomenen gruppenbezogener Ängste und resultierender Diskriminierungen wie beispielsweise Rassismus, Antisemitismus, Homophobie, Fremdenfeindlichkeit etc. (siehe auch Forschungsansatz gruppenbezogene Menschenfeindlichkeit).

## Begriffs- und Forschungsgeschichte

### Begriffsvorläufer
Das Konzept des „Sexismus“ hat einige inhaltliche Vorläufer. In ihnen wird eine vergleichbare theoretische Grundposition verwendet (der Begriff selbst nicht).
1907 hatte die Frauenrechtlerin Käthe Schirmacher ein „Geschlechtsvorurteil in der Sprache“ diagnostiziert. Sie bezeichnete das als „Sexualismus“:

„Mit der dem Menschen eigenen Subjektivität hat der Mann sich, seine Vorzüge, Fehler und Leistungen als die Norm, das Normale, das ‚Seinsollende‘, das Ideal gesetzt: das Männliche war, in der Sprache wie anderswo, das Massgebende. Daher in allen Sprachen der Welt der Kult des Mannes. […] Immerhin, den Sexualismus, das Geschlechtsvorurteil bekommen wir so bald nicht aus der Sprache heraus, nur eine bewusste Gegenwirkung kann da helfen […]“

Ähnlich argumentierte die Philosophin Simone de Beauvoir (1908–1986) in ihrer 1949 erschienenen Abhandlung Das andere Geschlecht. De Beauvoir prägte hier den Begriff „Sexus“ und begründete einige der zentralen feministischen Theoreme, etwa dass man nicht als „Frau“ geboren, sondern als solche sozialisiert werde oder dass die Idee des „ewig Weiblichen“ ein Vehikel der Unterdrückung durch das Patriarchat sei.

### Entstehung des Begriffs in den USA
Der Begriff „Sexismus“ tauchte zum ersten Mal in den 1960er Jahren im Englischen auf (sexism), mit ihm wurde der Prozess der Naturalisierung gesellschaftlicher Prozesse (Biologismus) beschrieben: eine Wirkungsweise, auf die auch der Begriff Rassismus (racism) zielt, an den sich der Begriff „Sexismus“ anlehnte. Mit Sexismus wurden nicht nur individuelle Vorurteile, sondern auch institutionalisierte Diskriminierungen benannt. So heißt es in einer programmatischen Schrift der Southern Female Rights Union Ende der 1960er Jahre:

“The division of labor and resources by sex constitutes a system of SEXISM, which is the oldest form of institutionalized oppression. […] To destroy sexism, we must fight, as females, collectively for the unity of humankind.”

„Die Teilung der Arbeit und der Ressources nach dem biologischen Geschlecht konstituiert ein System des SEXISMUS, welches die älteste Form institutionalisierter Unterdrückung ist […] Um Sexismus zu zerstören, müssen wir kämpfen, als Frauen, kollektiv für die Einheit der Menschheit.“

Eine erste wissenschaftliche Auseinandersetzung mit Sexismus fand ab Anfang der 1970er Jahre in den USA statt. Während in den 1970ern dieser Begriff in Deutschland noch weitgehend unbekannt war und nur in feministischer und populärwissenschaftlicher Literatur verwendet wurde, fand er in den Vereinigten Staaten bereits Eingang in wissenschaftliche Lehrbücher. Als Waltraud Schoppe 1983 in einer Rede im deutschen Bundestag sagte „Wir fordern Sie alle auf, den alltäglichen Sexismus hier im Bundestag einzustellen“ (Die Zeit, 15. Juni 1984), führte das zu Heiterkeit.
1976 wurde der Begriff „Sexismus“ in Deutschland bekannt durch das umfangreiche Buch von Marielouise Janssen-Jurreit mit dem gleichnamigen Titel. Sie definierte Sexismus als eine umfassende Unterdrückung von Frauen.

„Sexismus war immer mehr als das, was in der nichtsagenden Geschmeidigkeit politischer Rhetorik 'die Benachteiligung der Frau' heißt oder was Soziologen verharmlosend mit 'traditioneller Rollenverteilung' bezeichnen. Sexismus war immer Ausbeutung, Verstümmelung, Vernichtung, Beherrschung, Verfolgung von Frauen. Sexismus ist gleichzeitig subtil und tödlich und bedeutet die Verneinung des weiblichen Körpers, die Gewalt gegenüber dem Ich der Frau, Achtlosigkeit gegenüber ihrer Existenz, die Enteignung ihrer Gedanken, die Kolonisierung und Nutznießung ihres Körpers, den Entzug der eigenen Sprache bis zur Kontrolle ihres Gewissens, die Einschränkung ihrer Bewegungsfreiheit, die Unterschlagung ihres Beitrags zur Geschichte der menschlichen Gattung.“

### 1980er Jahre: Sexismus als Unterdrückungsverhältnis
In den 1980er Jahren wurde in den Diskussionen um „Sexismus“ verstärkt das Zusammenspiel mit anderen Unterdrückungsformen wie Klassismus und Rassismus betont. Im Zuge der Diskussion um die verschiedenen Unterdrückungsverhältnisse wurde zwischen Vorurteil und Unterdrückung differenziert:

„Die Worte verletzen durch die dahinter verborgene Androhung von Gewalt. Es sind nicht die sexistischen Bilder und Worte, die an sich so schlimm sind, es ist die Macht über Frauen, die Androhung von Gewalt gegen Frauen, die der sexistischen Sprache ihre Sprengkraft verleiht. Wenn surinamische Kinder niederländische Kinder als 'Weißärsche' beschimpfen und als Antwort 'Niggerschwein' zu hören bekommen, können die Vorurteile, die dahinterstecken, ebenso 'rassistisch’ sein, aber sie haben nicht die Drohung von Macht.“

Heute werden in der Intersektionalitätsforschung (von intersection: Überschneidung, Kreuzung, Schnittmenge) nicht mehr nur die Unterdrückungsverhältnisse addiert, sondern es wird untersucht, welche Auswirkungen die Kreuzungen der Unterdrückungsverhältnisse wie Sexismus, Rassismus, Behindertenfeindlichkeit haben.

### Seit den 1990er Jahren: Wandlung der Vorurteilsforschung
Während auch heute noch der Begriff Sexismus bezogen auf Unterdrückung als Unterdrückung von Frauen betrachtet wird, hat es auf der Ebene der Geschlechterstereotype in der Forschung eine Erweiterung des Begriffs auf Geschlecht gegeben, der auch Sexismus gegenüber Männern mit einschließt. Die Vorurteil-Forschung arbeitet mit standardisierten Fragebögen, die in den 1990er Jahren eine Wandlung erfahren haben. In den 1970er Jahren wurde mit der Attitute Toward Women Scale (AWS) das inzwischen als traditioneller Sexismus oder offener Sexismus bezeichnete Geschlechtervorurteil ermittelt. Neuere Untersuchungen zu diesem ersten und sehr häufig verwendeten Fragebogen legten jedoch offen, dass „die Skalenwerte am egalitären, nicht sexistischen Pol der AWS stark gehäuft auftraten“. Es wurde bezweifelt, dass die AWS die mit der Zeit veränderten Einstellungen gegenüber der Rolle von Frauen in der Gesellschaft noch adäquat messen könne.
Mit diesem Messverfahren konnte die Leugnung fortgesetzter Diskriminierung von Frauen nicht festgestellt werden, was zu neuen Fragebögen führte, die den Sexismus nun (Mitte der 1990er) als modernen Sexismus oder Neosexismus begriffen.

#### Moderner Sexismus und Neosexismus
Mit dem neuen Forschungsansatz wurde seit den 1990er Jahren insofern immer deutlicher, dass Sexismus nicht mehr in seiner traditionellen Form offen gezeigt wird, sondern ebenfalls einer Modernisierung unterliegt. Moderner Sexismus wird verschleiert und äußert sich „in mehr subtilen und versteckten Formen der Diskriminierung“.
- Leugnung fortgesetzter Diskriminierung,
- Widerstand gegen vermeintliche Privilegien von Frauen,
- Ablehnung von Forderungen nach Gleichbehandlung.

Als Neosexismus wird der Konflikt zwischen egalitären Werten und negativen Emotionen gegenüber Frauen bezeichnet.
Moderner Sexismus und Neosexismus liefern ideologische Rechtfertigungen für bestehende Ungleichheit: Der Status quo wird als fair wahrgenommen und eine Reduktion von Geschlechterungleichheit wird folglich verhindert.

#### Ambivalenter Sexismus
Es wird in der Forschung seit den 1990er Jahren zwischen wohlmeinendem (benevolentem) Sexismus und feindseligem (hostilem) Sexismus unterschieden, deren Zusammenwirken als ambivalenter Sexismus bezeichnet wird. Der Geschlechterforscher Thomas Eckes nennt als Beispiele für den hostilen Sexismus Aussagen wie „Frauen sind zu schnell beleidigt“ oder „Die meisten Frauen sehen gar nicht, was Männer alles für sie tun.“
 Während die strukturelle Macht von Männern hostilen Sexismus schüre, begünstige die asymmetrische Abhängigkeit von Männern und Frauen in engen zwischenmenschlichen Beziehungen den benevolenten Sexismus. Beispiele für benevolenten Sexismus seien Aussagen wie „Frauen sollten von Männern umsorgt und beschützt werden“ oder „Verglichen mit Männern haben Frauen ein besseres moralisches Empfinden“. Eckes kennzeichnet den sexistischen Charakter der Benevolenz (früher auch: Ritterlichkeit, Kavalierstum) mit folgenden Merkmalen:
1. Belohnung von Frauen bei der Erfüllung ihrer traditionellen Rollen (bei Verletzung der Rollenerwartung erfolge Bestrafung in Form von Ablehnung);
2. Begrenzung auf soziale Situationen mit klar definierten geschlechtstypischen Rollen, zum Beispiel als Dominanz des Mannes und Unterordnung der Frau im hierarchisch strukturierten beruflichen Umfeld;
3. Teil einer betont frauenfreundlichen Selbstdarstellung von Männern, allerdings nur bezogen auf bestimmte Frauentypen wie die Hausfrau, nicht etwa die Karrierefrau.

Die Psychologin Amy Yeung fand eine kognitive Verzerrung, die fälschlicherweise eine negative Korrelation zwischen wohlmeinendem und feindseligem Sexismus annimmt. Männern, die geringen wohlmeinenden Sexismus gegenüber Frauen zeigen, werde im Gegenzug feindseliger Sexismus, ein schlechter Vater zu sein und eine höhere Wahrscheinlichkeit zu häuslicher Gewalt unterstellt. Tatsächlich würden Männer, die geringen wohlmeinenden Sexismus zeigen, auch geringen feindseligen Sexismus zeigen. Für Frauen könne eine solche verzerrte Wahrnehmung hingegen nicht gefunden werden.

## Ausmaß und Formen

### Sexismus gegen Frauen
Frauen erleben in fast allen Lebensbereichen Diskriminierung. Die Ideologie des Androzentrismus, in der der Mann als die Norm und die Frau als Abweichung dieser Norm angesehen wird, ist noch immer allgegenwärtig. Beispielsweise werden für Crashtests primär Crashtest-Dummys eingesetzt, die einen Großteil der männlichen Bevölkerung repräsentieren. Das Verletzungsrisiko für Fahrerinnen ist dadurch signifikant größer. Statistiken der letzten 60 Jahre zeigen, dass Frauen nach einem Unfall bis zu doppelt so oft einem Schleudertrauma ausgesetzt sind.

„Auffällig war, dass auch Frauen in Leitungspositionen und in akademischen Berufen sowie in Vollzeitarbeit erheblich häufiger als Männer in entsprechenden Stellen von sexueller Belästigung am Arbeitsplatz betroffen waren. Offenbar stellen die Qualifikation und Position von Frauen im Betrieb, anders als bei Männern, diesbezüglich keinen Schutzfaktor dar, sondern erhöhen sogar das Risiko für sexuelle Belästigung am Arbeitsplatz.“

Einer deutschen Studie des Bundeskriminalamts im Auftrag des Ministeriums des Innern und für Heimat zufolge waren 71,1 % der Opfer häuslicher Gewalt im Jahr 2022 weiblich, die Täter hingegen zu 76,3 % männlich, wodurch eine geschlechtsorientierte Gewalt verdeutlicht wird. Gemäß einer Studie der Antidiskriminierungsstelle des Bundes sind Frauen mit 13 % häufiger von sexueller Belästigung am Arbeitsplatz betroffen als Männer mit 5 %. Insbesondere weibliche Führungskräfte seien mit einem Anteil von 22 % deutlich häufiger betroffen als männliche Führungskräfte mit 3 %. 82 Prozent der Befragten gaben an, dass die Täter „ausschließlich oder überwiegend männlich“ waren. Beide Studien weisen auf eine geringere Hemmschwelle für Gewalt und sexuelle Übergriffe gegenüber Frauen hin.
Weitere Erscheinungsformen des Sexismus äußern sich im Mansplaining, Gender-Orgasm-Gap, Gender Pricing und in der Werbung:
- Mansplaining bezeichnet Erklärungen eines Mannes, der per se davon ausgeht, mehr zu wissen als das Gegenüber.[82]
- Der Orgasm Gap bezieht sich auf den durch Sexismus bedingten Unterschied der Anteile von Männern und Frauen, die während des Geschlechtsverkehrs einen Orgasmus erfahren. Demnach seien geschlechtshierarchische Einstellungen und Verhaltensweisen, die suggerieren, dass Frauen „ohnehin nur sehr schwer kommen ‚können‘ und der Orgasmus für sie auch ‚gar nicht so wichtig ist‘, während der Mann seinen Orgasmus ‚braucht‘ und […] ‚ein Anrecht‘ auf ihn hat“, für die Differenz von 20 % bis 72 % (bei heterosexuellem Sex) ausschlaggebend. Empirische Studien zeigen, dass Frauen deutlich häufiger Oralverkehr geben als empfangen und der Geschlechtsverkehr häufig mit dem Orgasmus des Manns endet.[83][84]
- Gender Pricing beschreibt das Verhalten von Anbietern, ähnliche Leistungen mit verschiedenen Preisen für Frau und Mann zu versehen. So bieten laut der Antidiskriminierungsstelle des Bundes etwa 89 % der Friseure unterschiedliche Preise für einen Kurzhaarschnitt an, wobei Frauen durchschnittlich 12,50 € mehr bezahlen.[85] Im Jahr 2019 vermarktete die Verbraucherzentrale Hamburg eine Gesichtscreme in zwei verschiedenen Tuben, die jeweils Männer und Frauen ansprechen sollten. Die Tube, die insbesondere Frauen adressieren sollte, erschien für zwei Euro mehr auf dem Markt.[86]
- Eine Studie der Hochschule der Medien Stuttgart ergab, dass jede dritte Werbedarstellerin sexualisiert dargestellt wird. Jede vierte Darstellerin würde Anzeichen der sozialen Unterwerfung zeigen.[87]

### Sexismus gegen Männer
Auch Männer sind in einzelnen Lebensbereichen von ernsthaften Benachteiligungen betroffen. Beispielsweise gibt es einen gesellschaftlichen Zwang gegenüber Männern, sich dem Militär anzuschließen, eine höhere Dunkelziffer der sexualisierten Gewalt und Gewalt in der Partnerschaft gegen Männer, Frauen erhalten für dieselben Taten in der Tendenz mildere Strafen, Männer erhalten bei einer Scheidung seltener das Sorgerecht und sind häufiger von ungewollter Entblößung betroffen, z. B. vor Wärtern in Gefängnissen. Durch die Annahme, Männer seien widerstandsfähiger, werden die Nöte von Männern oft nicht ernst genommen und sie erhalten weniger Schutz. Im Feld der Viktimologie ist ein Bewusstsein für diesen Bias wichtig.
Diese Punkte sind allerdings Produkte der Stereotypisierung und Rollenzuweisung gegenüber Frauen und Männern und ein Nebenprodukt eines Systems, das Frauen und Mädchen anders als Männer und Jungen seit Jahrhunderten systematisch unterdrückt. Der Feminismus, der zum Ziel hat, Stereotypisierung und Rollenzuweisungen abzubauen, setzt sich daher auch für Männer ein.

## Erhebungen zu Sexismus
Eine Studie von 2001, die von dem modernen Sexismus ausgeht, untersucht Frauen und Männer als Betroffene von zwischenmenschlichem Sexismus. Die Studie zeigte, dass vor allem Frauen von Sexismus betroffen sind und im Durchschnitt von ein bis zwei sexistischen Vorfällen pro Woche berichten, was zu negativen Auswirkungen auf das psychische Wohlbefinden führt. Im Gegensatz zu den Frauen gab nahezu keiner der befragten Männer an, sich ernsthaft davon betroffen zu fühlen, auf einen (geschlechtsspezifischen) Objektstatus reduziert zu werden.

### Deutschland
| Stimme …                                                                 | … überhaupt nicht zu | … eher nicht zu | … eher zu | … voll und ganz zu | Anzahl der Befragten |
| ------------------------------------------------------------------------ | -------------------- | --------------- | --------- | ------------------ | -------------------- |
| Die Diskriminierung von Frauen ist in Deutschland immer noch ein Problem | 8,6 %                | 36,6 %          | 35,2 %    | 19,9 %             | 2690                 |
| Die jetzige Beschäftigungspolitik benachteiligt Frauen                   | 7,7 %                | 34,6 %          | 35,6 %    | 22,1 %             | 2605                 |
| In Deutschland ist die Gleichstellung von Mann und Frau realisiert       | 4,5 %                | 34,5 %          | 41,7 %    | 19,2 %             | 2685                 |

Im Jahr 2006 schrieb die Studie „Vom Rand zur Mitte“ im Auftrag der Friedrich-Ebert-Stiftung, bei der 2620 Frauen (54 %) und 2252 Männer (46 %) befragt wurden, die explizit sexistische Einstellung gegenüber Frauen sei in Westdeutschland größer als in Ostdeutschland. So unterstützen 43 % in Westdeutschland, aber nur 25 % in Ostdeutschland die Aussage: „Die Frau soll sich wieder mehr auf ihre Rolle als Ehefrau und Mutter besinnen“.
Das Forschungsprojekt der Universität Bielefeld „Gruppenbezogene Menschenfeindlichkeit“ erhob von 2002 bis 2012 jährlich neben anderen Abwertungen von Gruppen auch die Abwertung von Frauen unter dem Stichwort „Klassischer Sexismus“. Dieses Phänomen bezog sich auf geschlechtsdiskriminierende Vorstellungen. So sollten sich Frauen nach der Auffassung von 28,5 % der Befragten im Jahr 2007 wieder auf die „angestammte“ Rolle der Ehefrau und Mutter besinnen (2002: 29,4 %; 2004: 29,3 %); 18 % stimmten 2007 der Aussage zu, es solle für eine Frau wichtiger sein, ihrem Mann bei seiner Karriere zu helfen, als selbst Karriere zu machen (2004: 15,6 %).
Die Leipziger Autoritarismus-Studie fand bei 25,3 % der Befragten ein geschlossen sexistisches Weltbild. Besonders häufig sind sexistische Weltbilder laut Studie in der Gruppe der über 61-jährigen Ostdeutschen. Die Studie findet zudem starke Auswirkungen des Bildungsgrad auf sexistische Einstellungen. Sexistische Einstellungen sind laut Studie bei Männern (31,9 %) deutlich häufiger als bei Frauen (21,0 %). Die Studie findet außerdem für den Zeitraum seit 2006 einen deutlichen Rückgang sexistischer Einstellungen in Westdeutschland und eine leichte Zunahme in Ostdeutschland. Bei Betrachtung der gesamtdeutschen Bevölkerung lässt sich somit ein Rückgang sexistischer Einstellungen von 32,3 % (2006) auf 13,0 % im Jahr 2020 feststellen.
Mit Bezug auf Frauen in der Politik thematisierte 2014 die Frankfurter Allgemeine Zeitung das Ausmaß an Drohungen und Belästigungen, wie sie in Deutschland vor allem im Internet, aber auch in persönlich adressierter Korrespondenz und telefonisch, gegen einzelne Politikerinnen gerichtet werden.
Eine 2020 veröffentlichte Pilotstudie im Auftrag des Bundesministeriums für Familie, Senioren, Frauen und Jugend beschreibt Sexismus als „Massenphänomen“. Nach Selbstauskunft der Betroffenen erleben 44 % der Frauen und 32 % der Männer im Alltag gegen sie gerichteten Sexismus. Die Sensibilität für Sexismus hängt laut Studie vom Bildungsniveau der Befragten ab.

### Österreich
„Mehrere junge Ärztinnen haben kürzlich ihre Sexismuserfahrungen in Wiener Spitälern öffentlich gemacht – von anzüglichen Bemerkungen bis zu Übergriffen. Die Ombudsstelle der Wiener Ärztekammer verzeichnet nun mehr Meldungen.“

## Ausweitung des Begriffs
Der Begriff Sexismus wird nunmehr nicht nur im zwischenmenschlichen Kontext verwendet, sondern z. B. auch auf das Pflanzenreich ausgeweitet. Einige Experten verwenden die Bezeichnung „Botanischer Sexismus“ für die bevorzugte Anpflanzung männlicher Bäume in Innenstädten. Hintergrund ist der reduzierte Reinigungsaufwand, da männliche Bäume keine Früchte tragen. Das Phänomen wurde vor allem in Hinblick auf Allergien kritisiert, da durch die männlichen Bäume die Pollenkonzentration in der Luft stark ansteigt, was Allergien begünstigt.

## Nachweise und Anmerkungen
1. ↑  Thomas Eckes: Geschlechterstereotype: Von Rollen, Identitäten und Vorurteilen. In: Ruth Becker: Handbuch Frauen- und Geschlechterforschung: Theorie, Methoden, Empirie. 3. Auflage. VS Verlag für Sozialwissenschaft, Wiesbaden 2010, S. 183.
2. ↑  April H. Bailey, Marianne LaFrance, John F. Dovidio: Implicit androcentrism: Men are human, women are gendered. In: Journal of Experimental Social Psychology. Band 89, 1. Juli 2020, ISSN 0022-1031, S. 103980, doi:10.1016/j.jesp.2020.103980 (sciencedirect.com [abgerufen am 11. November 2023]).
3. 1 2 3 4 5  Julia C. Becker: Subtile Erscheinungsformen von Sexismus. In: APUZ. 9. Februar 2014, abgerufen am 17. Oktober 2017.
4. ↑  Daniel J. Siegel: Pauline Leet – She Defined “Sexist”. In: The Wise Legacy: How One Professor Transformed the Nation. 2015, S. 54–57.
5. ↑  Fred R. Shapiro: Historical Notes on the Vocabulary of the Women’s Movement. In: American Speech. Band 60, Nr. 1, 1985, S. 3–16.
6. ↑  Pauline M. Leet: Women and the Undergraduate. In: Student-Faculty Forum at Franklin and Marshall College. Lancaster (PA) 18. November 1965.
7. ↑  Caroline Bird: On Being Born Female. In: Vital Speeches of the Day. 15. November 1965, S. 88–91.
8. ↑  Ulf Schleth: Erklär mir den Feminismus. In: taz die tageszeitung, 19. Mai 2020, Link zielt auf die erweiterte Version im Blog des Autors.
9. ↑  Thomas Eckes: Geschlechterstereotype: von Rollen, Identitäten und Vorurteile, Kapitel: Sexismus. In: Ruth Becker, Beate Kortendieck (Hrsg.): Handbuch Frauen- und Geschlechterforschung. Theorie, Methoden, Empirie. VS Verlag für Sozialwissenschaften, Wiesbaden 2010, S. 170 f.
10. ↑  Sex. In: Duden. Abgerufen am 18. Oktober 2017.
11. ↑  -ismus. In: Duden. Abgerufen am 18. Oktober 2017.
12. ↑  Luise F. Pusch: Gender – wer braucht es und wozu? In: Die Eier des Staatsoberhaupts: Und andere Glossen. Göttingen 2008, S. 43.
13. 1 2 3  Mechthild Gomolla: Institutionelle Diskriminierung. Neue Zugänge zu einem alten Problem. In: Ulrike Hormel, Albert Scherr (Hrsg.): Diskriminierung. Grundlagen und Forschungsergebnisse. Wiesbaden 2010, S. 61.
14. ↑  Carol Rambo Ronai, Barbara A. Zsembik, Joe R. Feagin: Everyday Sexism in the Third Millennium. New York 1997.
15. ↑  Janet K. Swim, Lauri L. Hyers, Laurie L. Cohen, Melissa J. Ferguson: Everyday Sexism: Evidence for Its Incidence, Nature, and Psychological Impact. From Three Daily Diary Studies. In: Journal of Social Issues. Band 57, Nr. 1, 2001, S. 31–53.
16. ↑  Abigail Powell, Katherine JC Sang: Everyday Experiences of Sexism in Male-dominated Professions: A Bourdieusian Perspective. In: Sociology. Band 49, Nr. 5, 2015, S. 919–936.
17. ↑  Octavia Calder-Dawe, Nicola Gavey: Making sense of everyday sexism: Young people and the gendered contours of sexism. In: Women’s Studies International Forum. Band 55, 2016, S. 1–9.
18. 1 2  Frank N. Magill: International encyclopedia of sociology. London 1995, S. 1541.
19. 1 2  John Scott: A dictionary of sociology. 4. Auflage. Oxford 2014, S. 678.
20. 1 2  Elliot Aronson, Robin M. Akert, Timothy D. Wilson: Sozialpsychologie. München 2004, S. 513.
21. ↑  Ines Pohlkamp: Queer-dekonstruktive Perspektiven auf Sexualität und Geschlecht. In: Friederike Schmidt, Anne-Christin Schondelmayer, Ute B. Schröder (Hrsg.): Selbstbestimmung und Anerkennung sexueller und geschlechtlicher Vielfalt. Lebenswirklichkeiten, Forschungsergebnisse und Bildungsbausteine. Wiesbaden 2015, S. 75.
22. 1 2  Ina Kerner: Differenzen und Macht: Zur Anatomie von Rassismus und Sexismus. Frankfurt a. M. 2009, S. 169.
23. 1 2 3 4  Thomas Eckes: Geschlechterstereotype: Von Rollen, Identitäten und Vorurteilen. In: Ruth Becker, Beate Kortendiek (Hrsg.): Handbuch Frauen- und Geschlechterforschung: Theorie, Methoden, Empirie. Wiesbaden 2010, S. 179, 183.
24. ↑  Elliot Aronson,Robin M. Akert,Timothy D. Wilson: Sozialpsychologie. 4. Auflage. München 2004, S. 513 f.
25. ↑  Pierre Bourdieu: Die männliche Herrschaft. In: Irene Dölling, Beate Krais (Hrsg.): Ein alltägliches Spiel. Geschlechterkonstruktion in der sozialen Praxis. Frankfurt am Main 1997, S. 169.
26. ↑  Iris Six-Materna: Sexismus. S. 121–130 in: Lars-Eric Petersen, Bernd Six (Hrsg.): Stereotype, Vorurteile und soziale Diskriminierung. Theorien, Befunde und Interventionen. Weinheim, Basel: Beltz Verlag. 2008.
27. ↑  Todd D. Nelson: The Psychology of Prejudice. 2nd edition, Pearson, Boston 2006
28. ↑  Ronny Werner, Gernot von Collani: [Archivierte Kopie (Memento vom 18. Mai 2013 im Internet Archive) Eine deutsche Skala zu ambivalent – sexistischen Einstellungen (Hostilität und Benevolenz) gegenüber Männern (ASEM).]
29. ↑  Thomas Eckes, Iris Six-Materna: Leugnung von Diskriminierung: Eine Skala zur Erfassung des modernen Sexismus. In: Zeitschrift für Sozialpsychologie. 29, S. 224–238.
30. ↑  Peter Glick, Susan Fiske: Hostile and Benevolent Sexism Measuring Ambivalent Sexist Attitudes Toward Women, Psychology of Women Quarterly, March 1997, Vol. 21 no. 1, S. 119–135. doi:10.1111/j.1471-6402.1997.tb00104.x.
31. ↑  Glick/Fiske eta.: Beyond prejudice as simple antipathy: Hostile and benevolent sexism across cultures, Journal of Personality and Social Psychology, 79/2000, S. 763.
32. ↑  Gleichstellungsseite der Alice-Salomon-Fachhochschule: Was ist Sexismus? (Memento vom 12. Februar 2009 im Internet Archive)
33. ↑  Eva Fels, Dagmar Fink: Was ist Sexismus?
34. 1 2 3 4 5  Charlotte Diehl, Jonas Rees, Gerd Bohner: Die Sexismus-Debatte im Spiegel wissenschaftlicher Erkenntnisse. In: Aus Politik und Zeitgeschichte. 2014, abgerufen am 17. Oktober 2017.
35. ↑  Herrad Schenk: Die feministische Herausforderung. 150 Jahre Frauenbewegung in Deutschland. München 1977, S. 162 ff.
36. ↑  Ute Planert: Antifeminismus im Kaiserreich. Diskurs, soziale Formation und politische Mentalität. Göttingen 1998, S. 12.
37. ↑  Bernd Maelicke (Hrsg.): Lexikon der Sozialwirtschaft. Baden-Baden 2007, ISBN 978-3-8329-2511-6; Heinz Schreckenberg: Erziehung, Lebenswelt und Kriegseinsatz der deutschen Jugend unter Hitler. Münster / Hamburg / London 2001, ISBN 3-8258-4433-1, S. 197; Irmgard Maya Fassmann: Jüdinnen in der deutschen Frauenbewegung 1865–1919. Hildesheim / Zürich / New York 1996, ISBN 3-487-09666-8, S. 115.
38. ↑  Anja Schüler: Sexism. In: William A. Darity, Jr (Hrsg.): International Encyclopedia of the Social Sciences. 2. Auflage. 2008, S. 473 f.
39. 1 2  Charlotte Höcker, Gert Pickel und Oliver Decker: Antifeminismus – das Geschlecht im Autoritarismus? Die Messung von Antifeminismus und Sexismus in Deutschland auf der Einstellungsebene. In: Oliver Decker und Elmar Brähler (Hrsg.): Autoritäre Dynamiken. Neue Radikalität–alte Ressentiments. Leipziger Autoritarismus Studie 2020. Psychosozial-Verlag, Gießen 2020.
40. ↑  Kate Manne: Down girl: the logic of misogyny. Oxford University Press, New York 2017, ISBN 978-0-19-060498-1.
41. 1 2  David Benatar: Explaining Male Disadvantage and Thinking about Sex Differences. In: The Second Sexism. Wiley-Blackwell, Oxford, UK 2012, ISBN 978-1-118-19233-7, S. 77–100, doi:10.1002/9781118192337.ch3.
42. ↑  Frank N. Magill (Hrsg.): International Encyclopedia of Sociology. London 1995, S. 1541.
43. ↑  Colette Guillaumin: Racism, Sexism, Power and Ideology. London 1995.
44. ↑  Lenora Fulani: The Psychopathology of Everyday Racism and Sexism. New York 1988.
45. ↑  Clint C Wilson II, Felix Gutierrez, Lena Chao: Racism, Sexism, and the Media. The Rise of Class Communication in Multicultural America. Thousand Oaks CA 2003.
46. ↑  Nancy Chodorow: The Reproduction of Motherin. Psychoanalysis and The Sociology of Gender. Berkeley 1978.
47. ↑  Elisabeth Young-Bruehl: The Anatomy of Prejudices. Cambridge, Mass 1996.
48. ↑  Rolf Pohl: Feinbild Frau. Männliche Sexualität, Gewalt und die Abwehr des Weiblichen. Hannover 2004.
49. ↑  Rolf Pohl: Gibt es eine Krise der Männlichkeit? Weiblichkeitsabwehr und Antifeminismus als Bausteine der hegemonialen Männlichkeit. (PDF) In: Vortrag zum Frauenempfang im Rathaus Nürnberg am 26. März 2015. 2015, abgerufen am 27. Oktober 2017.
50. ↑  Michael Meuser: Geschlecht und Männlichkeit: Soziologische Theorie und kulturelle Deutungsmuster. 3. Auflage. Wiesbaden 2010.
51. ↑  Ute Frevert: Die Politik der Demütigung. Schauplätze von Macht und Ohnmacht. Frankfurt am Main 2017.
52. ↑  Ina Kerner: Differenzen und Macht: Zur Anatomie von Rassismus und Sexismus. Frankfurt a. M. 2009.
53. ↑  Horst Herrmann: Begehren, was man verachtet. Männer haben Angst vor Frauen. Münster 2003.
54. ↑  Michael Kimmel: Angry White Men. American Masculinity at the End of an Era. New York 2013.
55. ↑  Käthe Schirmacher: Der Sexualismus in der Sprache. In: Helene Stöcker (Hrsg.): Mutterschutz, Zeitschrift zur Reform der sexuellen Ethik. 1907.
56. ↑  Simone de Beauvoir: Das andere Geschlecht. Sitte und Sexus der Frau. Reinbek bei Hamburg 1968.
57. ↑  Nora Räthzel: Rassismustheorien: Geschlechterverhältnisse und Feminismus. In: Ruth Becker, Beate Kortendieck (Hrsg.): Handbuch Frauen- und Geschlechterforschung. Theorie, Methoden, Empirie. VS Verlag für Sozialwissenschaften, Wiesbaden 2004.
58. ↑  Herrad Schenk: Geschlechterrollenwandel und Sexismus. Zur Sozialpsychologie geschlechtsspezifischen Verhaltens. Beltz Verlag, Weinheim / Basel 1979, S. 128 f.
59. ↑  In: Leslie B. Tanner: Voices from Women’s Liberation. New York Januar 1971, S. 114 f. (Hervorhebung im Original)
60. ↑  Clarice Stasz Stoll (Hrsg.): Sexism. Scientific Debates. Addison-Wesley, Reading, Mass. 1973.
61. ↑  Herrad Schenk: Geschlechterrollenwandel und Sexismus. 1979, S. 129.
62. ↑  Hessischer Rundfunk, Wie Waltraud Schoppe vor 30 Jahren den Bundestag schockierte Archivierte Kopie (Memento vom 16. Juli 2014 im Internet Archive)
63. ↑  Florence Hervé, Elly Steinmann, Renate Wurms: Das Weiberlexikon. Von A wie Akteurin bis Z wie Zyklus. München 1995, S. 443.
64. ↑  Marie-Louise Janssen-Jurreit: Sexismus. Über die Abtreibung der Frauenfrage. München 1976, S. 702.
65. ↑  Anja Meulenbelt: Scheidelinien. Über Sexismus, Rassismus und Klassismus. Rowohlt, Reinbek bei Hamburg 1998.
66. ↑  Angela Davis: Rassismus und Sexismus. Schwarze Frauen und Klassenkampf in den USA. Elefantenpress, Berlin 1982.
67. ↑  Arthur Brittan, Mary Maynard: Sexism, Racism and Oppression. Oxford 1984.
68. ↑  Anja Meulenbelt: Scheidelinien. Über Sexismus, Rassismus und Klassismus. Rowohlt, Reinbek bei Hamburg 1998, S. 41.
69. 1 2  Janet T. Spence, Eugene D. Hahn: The Attitudes Towards Women Scale and Attitude Change in College Students. In: Psychology of Women Quarterly, Band 21, 1997, S. 17–34. Zitiert nach: Thomas Eckes: Geschlechterstereotype: Von Rollen, Identitäten und Vorurteilen. In: Ruth Becker: Handbuch Frauen- und Geschlechterforschung: Theorie, Methoden, Empirie. 3. Auflage, Wiesbaden VS Verlag für Sozialwissenschaft, 2010, S. 183.
70. ↑  Janet K. Swim, Kathryn J. Akin, Wayne S. Hall, Barbara A. Hunter: Sexism and Racism: Oldfashioned and Modern Prejudices. In: Journal of Personality and Scial Psychology. 68, (1995) S. 199–214.
71. ↑  Francine Tougas, Rupert Brown, Ann M. Beaton, Stéphane Joly: Neosexism. Plus ca change, plus c'est pareil. In: Personality and Social Psychology Bulletin. 21 (1995), S. 842–849.
72. 1 2 3  Thomas Eckes: Geschlechterstereotype: Von Rollen, Identitäten und Vorurteilen. In: Ruth Becker: Handbuch Frauen- und Geschlechterforschung: Theorie, Methoden, Empirie. 3. Auflage, Wiesbaden VS Verlag für Sozialwissenschaft, 2010, S. 184.
73. ↑  Amy Yeung: Chivalry is far from dead: Misperceiving the link between men's benevolent and hostile sexism. Hrsg.: University of Waterloo. Canada 2018 (handle.net).
74. 1 2  Melissa K. Ochoa Garza, Joe R. Feagin: Sexism. In: The Blackwell Encyclopedia of Sociology. John Wiley & Sons, Ltd, Oxford, UK 2019, ISBN 978-1-4051-2433-1, S. 1–2, doi:10.1002/9781405165518.wbeoss084.pub2.
75. ↑  Julia C. Becker, Chris G. Sibley: Sexism. In: Todd D. Nelson (Hrsg.): Handbook of prejudice, stereotyping, and discrimination. 2. Auflage. Psychology Press, New York 2016, ISBN 978-1-84872-668-0, S. 315–336.
76. ↑  April H. Bailey, Marianne LaFrance, John F. Dovidio: Implicit androcentrism: Men are human, women are gendered. In: Journal of Experimental Social Psychology. Band 89, 1. Juli 2020, ISSN 0022-1031, S. 103980, doi:10.1016/j.jesp.2020.103980 (sciencedirect.com [abgerufen am 11. November 2023]).
77. ↑  Thembi Wolf: Autosicherheit: Immer nur männliche Crash-Test-Dummies gefährden Frauen. In: Der Spiegel. 12. November 2019, ISSN 2195-1349 (spiegel.de [abgerufen am 8. Dezember 2023]).
78. ↑  A. Linder, M. Y. Svensson: Road safety: the average male as a norm in vehicle occupant crash safety assessment. In: Interdisciplinary Science Reviews. Band 44, Nr. 2, 3. April 2019, ISSN 0308-0188, S. 140–153, doi:10.1080/03080188.2019.1603870 (tandfonline.com [abgerufen am 8. Dezember 2023]).
79. ↑  Studie "Umgang mit sexueller Belästigung am Arbeitsplatz - Lösungsstrategien und Maßnahmen zur Intervention". Abgerufen am 8. Dezember 2023.
80. ↑  Häusliche Gewalt im Jahr 2022: Opferzahl um 8,5 Prozent gestiegen – Dunkelfeld wird stärker ausgeleuchtet. Abgerufen am 8. Dezember 2023.
81. ↑  Umgang mit sexueller Belästigung am Arbeitsplatz. Abgerufen am 8. Dezember 2023.
82. ↑  Sheila Ananda Dierks: Mansplaining: "Wohlwollender Sexismus hält sich umso hartnäckiger". In: Die Zeit. 10. Februar 2023, ISSN 0044-2070 (zeit.de [abgerufen am 8. Dezember 2023]).
83. ↑  Nicola Döring, M. Rohangis Mohseni: Der Gender Orgasm Gap. Ein kritischer Forschungsüberblick zu Geschlechterdifferenzen in der Orgasmus-Häufigkeit beim Heterosex. Institut für Medien und Kommunikationswissenschaft, Technische Universität Ilmenau, 2022, abgerufen am 8. Dezember 2023.
84. ↑  Laurie Mintz: The orgasm gap and why women climax less than men. 15. August 2023, abgerufen am 8. Dezember 2023 (amerikanisches Englisch).
85. ↑  Preisdifferenzierung nach Geschlecht in Deutschland. Abgerufen am 8. Dezember 2023.
86. ↑  Wo uns Sexismus im Alltag begegnet. Abgerufen am 8. Dezember 2023.
87. ↑  Sex sells - immer noch. Abgerufen am 8. Dezember 2023.
88. ↑  David Benatar: Introduction. In: The Second Sexism. Wiley-Blackwell, Oxford, UK 2012, ISBN 978-1-118-19233-7, S. 1–24, doi:10.1002/9781118192337.ch1.
89. ↑  David Benatar: Male Disadvantage. In: The Second Sexism. John Wiley & Sons, Ltd, 2012, ISBN 978-1-118-19233-7, S. 25–76, doi:10.1002/9781118192337.ch2.
90. ↑  Suzan van der Aa: Book review: The second sexism: Discrimination against men and boys:. In: International Review of Victimology. 11. August 2014, doi:10.1177/0269758014533180.
91. ↑  Rashawn Ray: The Second Sexism: Discrimination Against Men and Boys. In: Contemporary Sociology: A Journal of Reviews. Band 43, Nr. 2, März 2014, ISSN 0094-3061, S. 194–196, doi:10.1177/0094306114522415b.
92. ↑  Tom Digby: Male Trouble: Are Men Victims of Sexism? In: Social Theory and Practice. Band 29, Nr. 2, 2003, ISSN 0037-802X, S. 247–273.
93. ↑  Kenneth Clatterbaugh: Benatar's Alleged Second Sexism. In: Social Theory and Practice. Band 29, Nr. 2, 2003, ISSN 0037-802X, S. 211–218.
94. ↑  Janet K. Swim, Lauri L. Hyers, Laurie L. Cohen, Melissa J. Ferguson: Everyday Sexism: Evidence for Its Incidence, Nature, and Psychological Impact From Three Daily Diary Studies. In: Journal of Social Issues. Band 57, Nr. 1, Januar 2001, ISSN 0022-4537, S. 31–53, doi:10.1111/0022-4537.00200.
95. ↑  Kirsten Endrikat: Ganz normaler Sexismus. Reizende Einschnürung in ein Rollenkorsett. In: Wilhelm Heitmeyer (Hrsg.): Deutsche Zustände. Band 2, edition suhrkamp, 2003, S. 124.
96. ↑  Die Aussagen in der Tabelle sind der Skala zur Erfassung des modernen Sexismus entnommen: Thomas Eckes, Iris Six-Materna: Leugnung von Diskriminierung: Eine Skala zur Erfassung des modernen Sexismus. Band 29, 1998, S. 224–238. In: Zeitschrift für Sozialpsychologie, Band 29, Zitiert nach: Thomas Eckes: Geschlechterstereotype: Von Rollen, Identitäten und Vorurteilen. In: Ruth Becker: Handbuch Frauen- und Geschlechterforschung: Theorie, Methoden, Empirie. 3. Auflage, Wiesbaden VS Verlag für Sozialwissenschaft, 2010, S. 178.
97. ↑  Oliver Decker, Elmar Brähler: Vom Rand zur Mitte – Rechtsextreme Einstellungen und ihre Einflussfaktoren in Deutschland. (PDF; 749 kB) 2006.
98. ↑  Decker, Brähler: Vom Rand zur Mitte. 2006, S. 30.
99. ↑  Decker, Brähler: Vom Rand zur Mitte. 2006, S. 67 f.
100. ↑  Decker, Brähler: Vom Rand zur Mitte. 2006, S. 69 f.
101. ↑  Sexismus im Internet. Geh doch zu Hause du alte Sch... F.A.Z., 6. September 2014, abgerufen am 14. September 2014.
102. ↑  Carsten Wippermann: Sexismus im Alltag: Wahrnehmungen und Haltungen der deutschen Bevölkerung. Hrsg.: Bundesministerium für Familie, Senioren, Frauen und Jugend. Berlin 2020 (bmfsfj.de [PDF; abgerufen am 26. Januar 2021]).
103. ↑  wien ORF at red: Mehr Meldungen zu Sexismus im Spital. 26. August 2023, abgerufen am 4. September 2023.
104. ↑  Allergien: Wenn der Körper rebelliert | Brandenburgische Landeszentrale für politische Bildung. 24. Februar 2023, abgerufen am 9. Mai 2024.
105. ↑  Viktoria Morasch: Botanischer Sexismus: #allmaletreesaretrash. In: Die Tageszeitung: taz. 27. Juni 2020, ISSN 0931-9085 (taz.de [abgerufen am 9. Mai 2024]).